# Yannis Philippakis
Yannis Philippakis (Kárpatos, Grecia, 23 de abril de 1986) es el compositor, guitarrista y cantante inglés (de origen griego), de la banda británica de indie rock Foals. Formó parte del ranking de la revista NME, en el puesto número 45 de los mejores del 2007.

## Primeros años
Nació en Kárpatos, Grecia. Su padre es griego y su madre es sudafricana, de ascendencia judía y ucraniana. Philippakis abandonó su país natal a la edad de cinco años. Su padre fue la principal influencia musical, ya que de él heredó el gusto por la música tradicional griega, autoproclamándose un auténtico fanático del instrumento Buzuki. Creció en Oxford y en la misma ciudad estudió literatura durante un año, en el Magdalen College School y en el Saint John's College, tras lo cual decidió dedicarse a la música.
Yannis siempre demostró un gran interés por escribir, por ejemplo, el artista mencionó en una entrevista que desde pequeño ha poseído unos cuadernos o "diarios" en los que escribía todo lo que pensaba y sentía, él los conserva todos excepto uno que fue el que un chico le robó durante una pelea.

## Vida en la música

### The Edmund Fitzgerald
Yannis y Jack Bevan se conocían desde muy jóvenes, a los 18 años formaron la banda The Edmund Fitzgerald junto con Lina, una amiga suya, pronto la banda empezó a ser foco de interés en la escena local, con sus canciones larguísimas de aproximadamente 5 minutos, clasificada en el género del math rock, lamentablemente la banda se disolvió
Luego, ingresó a la Universidad de Oxford para estudiar Literatura Inglesa. Es evidente su conocimiento de literatura, pues domina ciertos tecnicismos y referencias históricas. 

### Foals
Yannis solía tocar con Jack en "house parties" y en ciertas ocasiones también se unían Walter Gervers y Jimmy Smith, luego se empezaron a reunir más y tocar juntos.
Mientras trabajaba en un bar, conoció a Edwin Congreave con quien trabajaba, hablaron de la banda y ya que Yannis necesitaba alguien que se encargara de los efectos, pronto Edwin formó parte del proyecto. Con esta adición, finalmente la banda Foals había tomado su forma actual.
Al firmar con Transgressive Records todos dejaron sus carreras universitarias excepto Jimmy Smith.

### Yannis & the Yaw

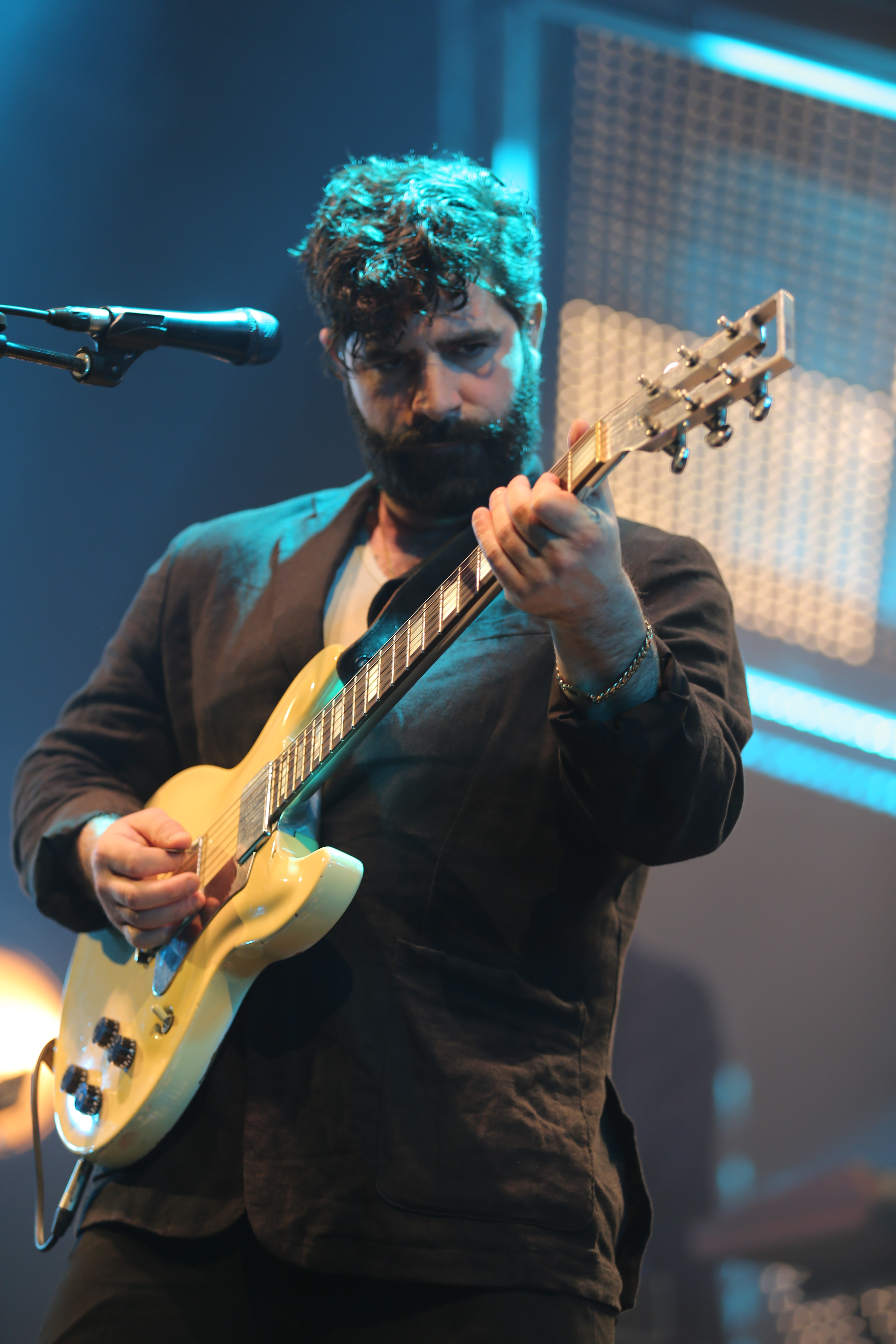
Yannis Philippakis en Trans Musicales 2024, Rennes, Francia

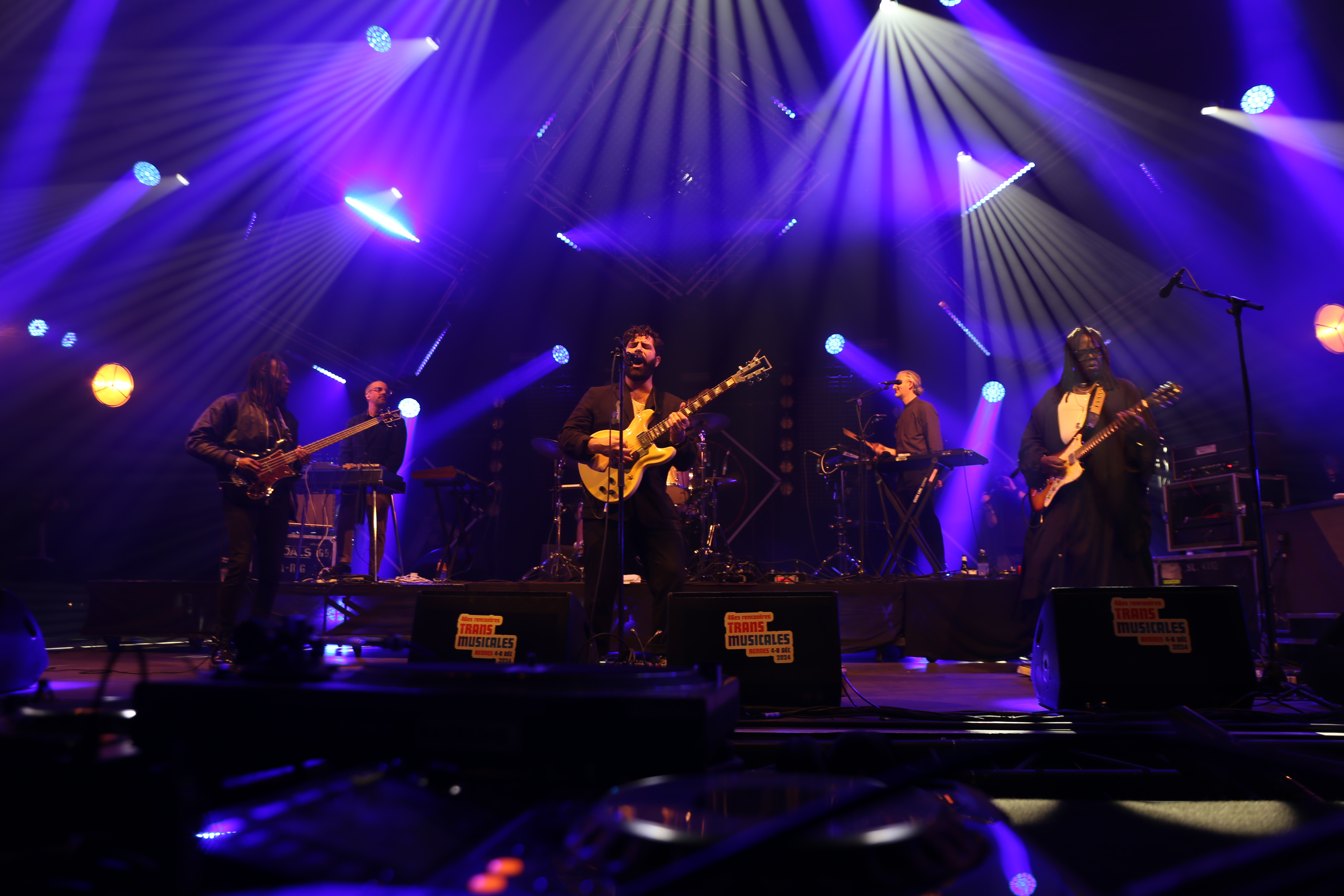
Yannis & the Yaw en Trans Musicales 2024, Rennes, Francia

### Discografía con Foals
1. Antidotes (2008)
2. Total Life Forever (2010)
3. Holy Fire (2013)
4. What Went Down (2015)
5. Everything Not Saved Will Be Lost: Part 1 (2019)
6. Everything Not Saved Will Be Lost: Part 2 (2019)
7. Life Is Yours (2022)